# نورمان شوارتسكوف
هربرت نورمان شوارزكوف (بالإنجليزية: Norman Schwarzkopf, Jr.)جنرال متقاعد من القوات المسلحة الأمريكية خدم بين عامي 1956 و1991، ولد في ترنتون - نيوجيرسي، في الولايات المتحدة الأميركية، كان قائد قوات التحالف الدولي ضد قوات الاحتلال العراقي في دولة الكويت خلال حرب الخليج الثانية عام 1991م التي عُرفت بعاصفة الصحراء. والده، هربرت شوارزكوف، كان ضابط كبير بالشرطة أيضاً، تسلم قيادة شرطة نيوجيرسي ومن بعدها ولّي عام 1946 تنظيم القوات الأمنية الإيرانية، رزق هربرت بولد فأعطاه الحرف الأول من اسمه واسم والده، نورمان.

## تعليمه
تابع نورمان شوارزكوف الابن دراسته في ثانوية طهران الأهلية، ومن بعدها أكمل دارسته في ثانوية جينيف الدولية، ثم تخرج شوارزكوف من الأكاديمية العسكرية الأميركية عام 1956، وأصبح برتبة ملازم ثان. عام 1964، نال شوارزكوف درجة الماجستير من جامعة ساوثرن كاليفورنيا، حيث تخصص في هندسة الصواريخ الموجهة. خدم مرتين في حرب فيتنام، نال فيهما ثلاث نجمات مكللة، عاد منها إلى الولايات المتحدة الأمريكية برتبة ليوتنانت كولونيل.

## مسيرته العسكرية
بين عامي 1973 و 1974 أصبح شوارزكوف مساعداً عسكرياً لمساعد وزير الحرب الأمريكي في واشنطن وتنقل بين الرتب العسكرية واستلم قطعاً وألوية مختلفة للجيش الأمريكي بين ألاسكا (1974- 1976) وقيادة إقليم المحيط الهادئ في هاواي (1978-1980) وغيرها. عام 1983 كان نائب قائد القوات الأميركية التي قامت بالهجوم على جزيرة غرينادا في ما سُمّي حينها «عملية غرينادا» التي كانت واحدة من آخر وجوه الحرب الباردة، وصولا إلى عام 1988م أصبح نورمان شوارزكوف قائد المنطقة الوسطى للقوات الاميركية، وترقى إلى رتبة جنرال.

## حرب الخليج الثانية 1991م

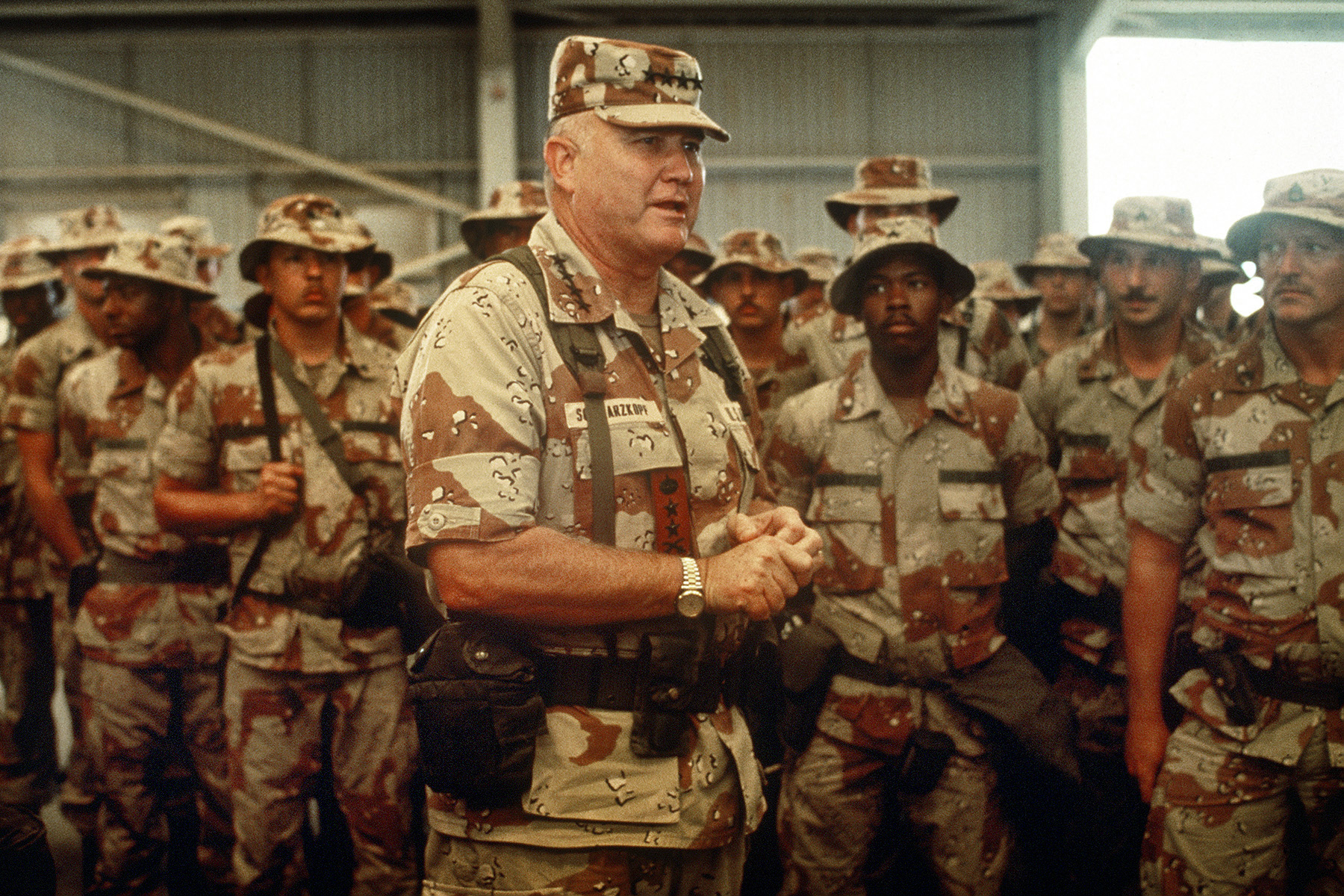
الجنرال نورمان شوارزكوف قائد قوات التحالف الدولي في حرب الخليج الثانية عام 1991م

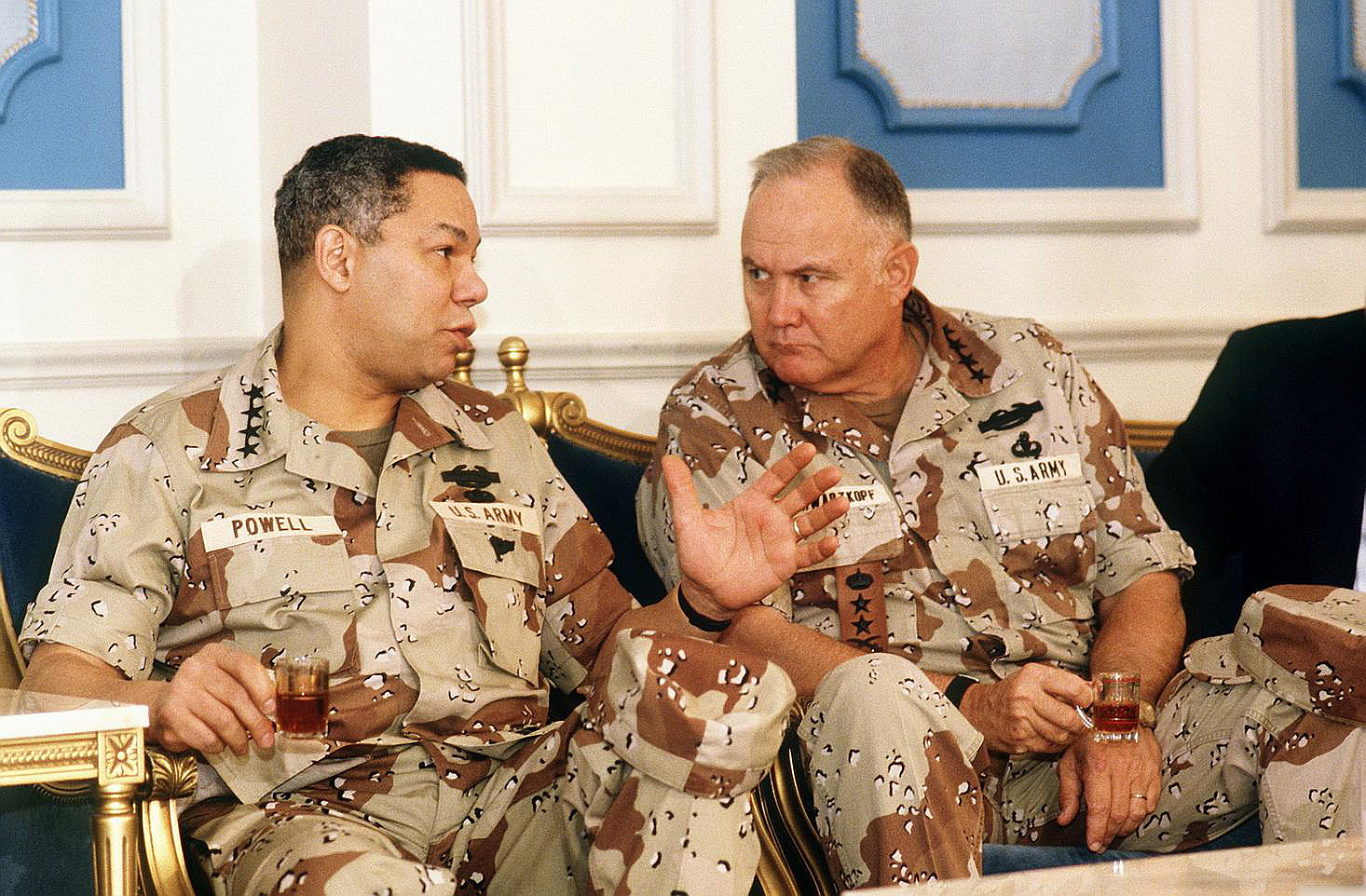
الجنرال العسكري الأمريكي نورمان شوارزكوف بجانب رئيس أركان الجيش الأمريكي كولن باول في قصر الملك فهد بن عبدالعزيز في المملكة العربية السعودية أثناء فترة التحضير لعملية عاصفة الصحراء عام 1991م

بدءاً من عام 1990م أصبح الجنرال نورمان شوارزكوف بحكم منصبه في قيادة المنطقة الوسطى للقوات الأميركية مسؤولا مباشراً عن سير عمليات معارك عاصفة الصحراء وقيادة قوات التحالف الدولي ضد الإحتلال العراقي لدولة الكويت عام 1991م، فكانت خطة الجنرال نورمان شوارزكوف المرتكز الرئيسي لعمل قوات التحالف الدولي لتحرير دولة الكويت، كما أن شوارزكوف بخطته المحنكة، قام بإرسال قوات التحالف الدولي إلى ما وراء خطوط الجيش العراقي، فنقل المعركة إلى قلب العراق خلف ألوية الجيش العراقي الموجود في دولة الكويت، ما مكّن قوات التحالف الدولي من الاقتراب من حسم المعركة خلال أربعة أيام فقط. تميز بحركته الإعلامية وغروره وثقته بنفسه، وكان حاسماً في قراراته حتى عُرف ب «نورمان العاصف»، وقاد موكب العودة إلى الوطن.

## بعد الانتصار في حرب الخليج الثانية عام 1991م

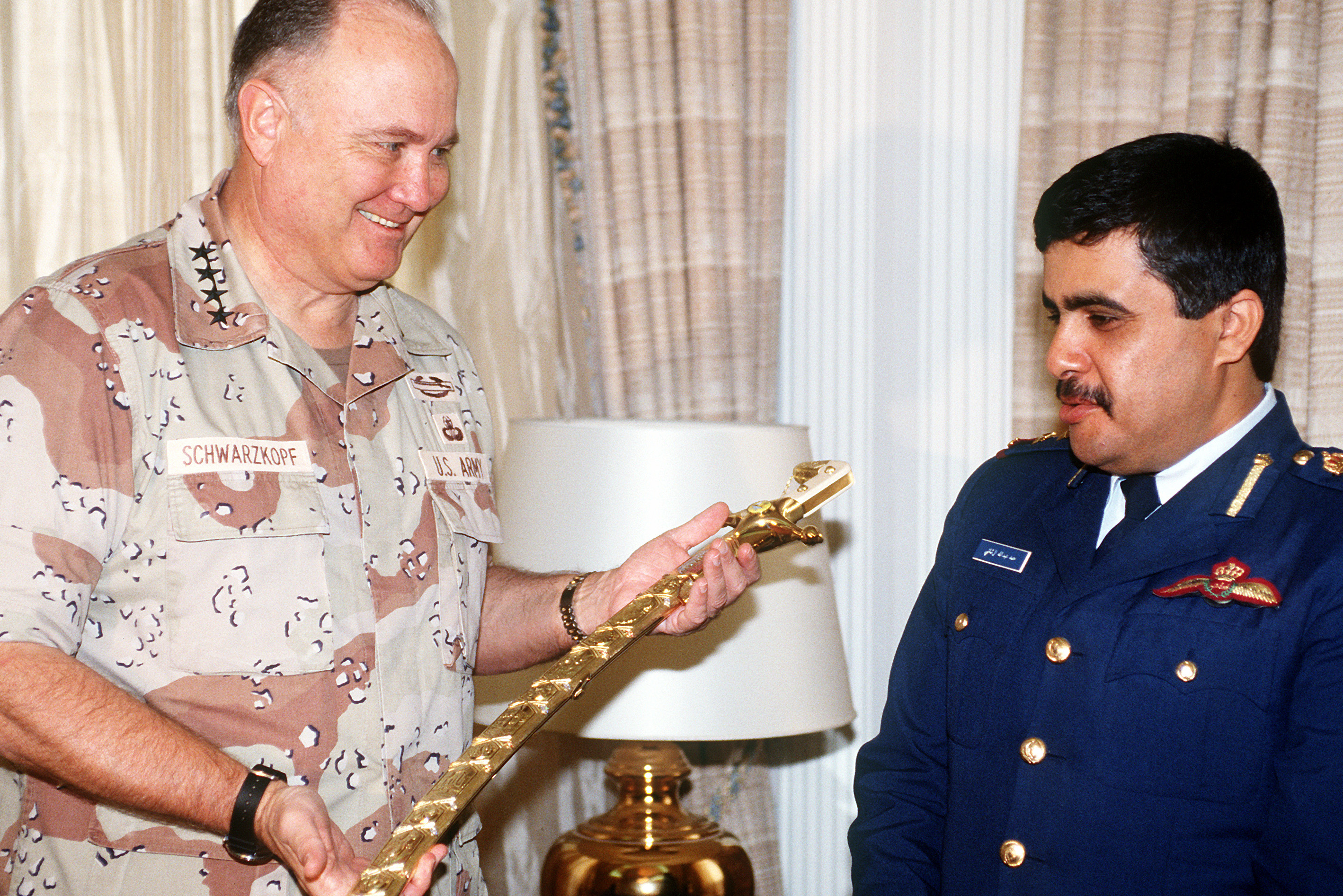
تكريم نورمان شوارزكوف بسيف عربي ذهبي تقديرا لدوره العسكري المهم في عملية عاصفة الصحراء لتحرير دولة الكويت من الاحتلال العراقي

تم تكريم الجنرال نورمان شوارزكوف بإعطائه رتبة فخرية في لواء الأجانب في الجيش الفرنسي، رتبة فخرية لم ينلها أي أمريكي غيره.
تقاعد الجنرال نورمان شوارزكوف بعد تحقيق النصر في حرب الخليج الثانية، في آب 1991، وكتب سيرته الذاتية «لا يتطلب الأمر بطلاً» الذي نشر عام 1992، وعمل بعدها محللاً عسكرياً.
تزوج من برندا هولسنغر في السادس من حزيران 1968.

## وفاته
توفي في 27 ديسمبر 2012، عن عمر يناهز 78 عاماً.

## روابط خارجية
- نورمان شوارتسكوف على موقع IMDb (الإنجليزية)
- نورمان شوارتسكوف على موقع الموسوعة البريطانية (الإنجليزية)
- نورمان شوارتسكوف على موقع مونزينجر (الألمانية)
- نورمان شوارتسكوف على موقع ميوزك برينز (الإنجليزية)
- نورمان شوارتسكوف على موقع إن إن دي بي (الإنجليزية)
- نورمان شوارتسكوف على موقع ديسكوغز (الإنجليزية)
- نورمان شوارتسكوف على موقع قاعدة بيانات الفيلم (الإنجليزية)